# Frequencies (álbum)
Frequencies fue el álbum de debut del grupo de techno inglés LFO, publicado originalmente en 1991 por Warp Records en Inglaterra y por Tommy Boy Records en Estados Unidos.
La versión estadounidense del disco altera el orden de las canciones, insertando "Track 14", que aparece como título final en la versión inglesa, entremedias de "We Are Back" y "Tan Ta Ra". El resto de temas aparecen en el mismo orden en ambas ediciones.

## Lista de canciones
Todas las canciones escritas por Mark Bell y Gez Varley, excepto cuando se señale:
1. "Intro" – 2:24
2. "LFO" (Bell, Varley, Martin Williams) – 3:26
3. "Simon from Sydney" – 5:05
4. "Nurture" – 4:40
5. "Freeze" – 3:56
6. "We Are Back" – 4:45
7. "Tan Ta Ra" – 4:29
8. "You Have To Understand" – 4:04
9. "El Ef Oh!" – 3:49
10. "Love Is the Message" – 3:45
11. "Mentok 1" – 4:17
12. "Think a Moment" – 3:27
13. "Groovy Distortion" – 3:28
14. "Track 14" – 2:57